# Bistum Istmina-Tadó
Das Bistum Istmina-Tadó (lat.: Dioecesis Istminana-Taduana, span.: Diócesis de Istmina-Tadó) ist eine in Kolumbien gelegene römisch-katholische Diözese mit Sitz in Istmina.

## Geschichte
Das Bistum Istmina-Tadó wurde am 14. November 1952 durch Papst Pius XII. mit der Päpstlichen Bulle Cum Usu Quotidiano aus Gebietsabtretungen der Apostolischen Präfektur Chocó als Apostolisches Vikariat Istmina errichtet. Am 30. April 1990 wurde das Apostolische Vikariat Istmina durch Papst Johannes Paul II. zum Bistum erhoben und in Bistum Istmina-Tadó umbenannt. Es ist dem Erzbistum Santa Fe de Antioquia als Suffraganbistum unterstellt.

## Ordinarien

### Apostolische Vikare von Istmina
- Gustavo Posada Peláez MXY, 1953–1990

### Bischöfe von Istmina-Tadó
- Gustavo Posada Peláez MXY, 1990–1993
- Alonso Llano Ruiz, 1993–2010
- Julio Hernando García Peláez, 2010–2017, dann Bischof von Garagoa
- Mario de Jesús Álvarez Gómez, seit 2018